# Жолобово (Владимирская область)
Жолобово — деревня в Вязниковском районе Владимирской области России, входит в состав Паустовского сельского поселения.

## География
Деревня расположена в 7 км на северо-восток от центра поселения деревни Паустово и в 21 км на юго-восток от города Вязники.

## История
В конце XIX — начале XX века деревня входила в состав Ждановской волости Вязниковского уезда, с 1926 года — в составе Олтушевской волости. В 1859 году в деревне числилось 19 дворов, в 1905 году — 31 дворов, в 1926 году — 40 дворов.
С 1929 года деревня входила в состав Паустовского сельсовета Вязниковского района, с 1983 года — в составе Октябрьского сельсовета, с 2005 года — в составе Паустовского сельского поселения.

## Население
| 2010 | 2021 |
| ---- | ---- |
| 0    | →0   |